# Intel Xe
Intel Xe (стилизованные как Xe и произносимые как две отдельные буквы, сокращение словосочетания «eXascale for everyone» (экзомасштаб для всех)), ранее известная неофициально, как Gen12 (12 поколение) — архитектура графического процессора разработанная Intel.
Intel Xe включает новую архитектуру набора команд. Семейство графических процессоров Xe GPU состоит из серий микроархиктектур, ранжирующихся от интегрированных/маломощных (Xe-LP), до энтузиазных/высокомощных игровых (Xe-HPG), датацентр/высокомощных (Xe-HP) и высоко производительных вычислительных (Xe-HPC).

## История
Графический процессор Intel i740, выпущенный в феврале 1998 года был первой попыткой создания дискретной графической карты компанией Intel. Однако процессор Intel740 оказался неуспешным в связи с его производительностью, которая оказалась ниже ожиданий рынка, что привело компанию Intel к прекращению разработки будущих дискретных графических продуктов. Несмотря на это, данная технология продолжила свое существование в линейке встроенных в чипсеты графических ускорителей Intel Extreme Graphics. Компания Intel предприняла еще одну попытку создания дискетных графических карт, на этот раз с Larrabee архитектурой, прежде чем закрыла и этот проект в 2009 году; на этот раз, разработанная технология была использована в процессорах Xeon Phi, которые были сняты с производства в 2020 году.
В апреле 2018 года было объявлено, что компания Intel собирает команду для разработки дискретных графических процессоров, предназначенных, как для дата-центров, так и для игрового рынка персональных компьютеров, и таким образом конкурирующих с продуктами компаний Nvidia and AMD. Слухи, поддерживающие это заявление, содержали информацию о том, что компания открыла вакансии для более чем ста рабочих мест, связанных с графическими процессорами и в конце 2017 года, компания приняла на работу бывшего лидера группы технологий Radeon Technologies Group компании AMD — Раджа Кодури. Было объявлено, что новый продукт получил кодовое наименование «Arctic Sound» (Арктический звук). Сообщалось также, что проект изначально был нацелен на чипы потоковой передачи видео для центров обработки данных, но его масштабы были расширены за счет включения графических процессоров для настольных ПК.
В июне 2018 года компания Intel подтвердила планируемый выпуск дискретных графических процессоров в 2020 году.
Сообщалось, что тестирование первого функционального графического процессора «Xe», с кодовым наименованием «DG1», началось в октябре 2019 года.
Согласно отчету компании Hexus появившемуся в конце 2019 года, выпуск дискретной графической карты должен был состояться в середине 2020 года; также ожидался выпуск продуктов, совмещающих GPU/CPU (GPGPU), предназначенных для дата-центров и беспилотных автомобилей. Изначально предполагалось, что продукт будет спроектирован с использованием 10-нм технологии (перейдет на 7-нм технологию в 2021 году) и будет использовать 3-х мерную технологию производства интегральных схем компании Intel.

## Архитектура
Архитектура процессора Intel Xe была спроектирована после тщательного рассмотрения микроархитектуры представленной в 11 поколении с полным рефакторингом архитектуры набора команд. Хотя Xe это семейство архитектур, каждый вариант имеет существенные отличия от другого, так как они спроектирован под определенные цели. Семейство графических процессоров Intel Xe состоит из следующих подархитектур: Xe-LP, Xe-HP, Xe-HPC, и Xe-HPG. В отличие от предыдущих графических процессоров компании Intel, которые использовали исполнительный блок (Execution Unit (EU)) центрального процессора, в качестве вычислительного блока, Xe-HPG и Xe-HPC используют ядро графического процессора Xe. Ядро процессора Xe содержит векторное и матричное арифметико-логические устройства, которые называются векторным и матричным движками. Другие компоненты включают L1 кэш и другое аппаратное обеспечение.

### Xe-LP (Low Power (маломощный))
Xe-LP — маломощный вариант архитектуры Xe. Xe-LP используется в качестве интегрированной графики в 11 поколении центральных процессоров Intel Core, графических процессорах Iris Xe MAX предназначенных для мобильных устройств (кодовое наименование DG1), а также в серверных графических процессорах Intel Server GPU H3C XG310 (кодовое наименование SG1). По сравнению с предшественником, Xe-LP включает новые особенности, такие как Sampler Feedback, Dual Queue Support, DirectX12 View Instancing Tier2, а также AV1 8-битное и 10-битное аппаратное декодирование.

### Xe-HP (High Performance (высокопроизводительный))
Xe-HP — вариант графического процессора Xe, предназначенный для дата-центров/высокой производительности, оптимизированный для производительности с числами двойной точности и многоэлементной масштабируемости.

### Xe-HPC (High Performance Compute (высокопроизводительные вычисления))
Xe-HPC — высокопроизводительный вычислительный вариант архитектуры Xe. Ядро Xe-HPC Xe-core содержит 8 векторных и 8 матричных вычислительных блоков, расположенных бок о бок с большим 512KB L1 кэшем. Он используется в Ponte Vecchio.

### Xe-HPG (High Performance Graphics (высокопроизводительная графика))
Xe-HPG — предназначенный для энтузиастов или высокопроизводительной графики вариант Xe архитектуры. Микроархитектура основанная на Xe-LP с улучшениями от Xe-HP и Xe-HPC. Микроархитектура сфокусирована на графической производительности и поддерживает аппаратное ускорение трассировки лучей, DisplayPort 2.0, XeSS или избыточную выборку сглаживания основанную на нейронных сетях (похожую на избыточную выборку сглаживания с помощью глубокого обучения Nvidia DLSS), и DirectX 12 Ultimate. Компания Intel подтвердила, что поддержка технологии ASTC была удалена из аппаратного обеспечения начиная с поколения Alchemist и будущие графические процессоры микроархитектуры Intel Arc также не будут поддерживать данную технологию. Ядро Xe-HPG содержит 16 векторных и 16 матричных движков. Xe-HPG рендер будет состоять из 4 ядер Xe, аппаратного ускорения трассировки лучей и других компонентов.

## Intel Xe 2
Приемник Xe был представлен публике во время Intel Architecture Day 2021 (Дня архитектуры Intel 2021 года), под названием Xe 2, кодовое наименование Battlemage. В настоящее время он находится в разработке.

## Intel Xe 3
Intel Xe 3 — будущий приемник микроархитектуры Intel Xe 2 под кодовым наименованием Celestial (Созвездие). Согласно дорожной карте графических процессоров Intel его выпуск запланирован на 2024 год.

## Intel Xe 4
Intel Xe 4 будущий приемник микроархитектуры Intel Xe 3 под кодовым наименованием Druid.

## Продукты, использующие Xe

### Интегрированная графика
Новейшие процессоры Intel используют микроархитектуру Xe-LP. В их число входят: 11 поколение процессоров Intel Core (кодовые наименования «Tiger Lake» и «Rocket Lake»), 12 поколение процессоров Intel Core (кодовое наименование «Alder Lake») и 13 поколение процессоров Intel Core (кодовое наименование «Raptor Lake»).

### Дискретная графика

#### Intel Iris Xe Max (DG1)
| Модель      | Дата выпуска     | Технологический процесс | Количество исполнительных блоков | Количество шейдинговых блоков | Тактовая частота  | Тактовая частота | Память      | Память                        | Память   | Память            | Вычислительная мощность (GFLOPS) | Вычислительная мощность (GFLOPS) | Вычислительная мощность (GFLOPS) | Вычислительная мощность (GFLOPS) |
| Модель      | Дата выпуска     | Технологический процесс | Количество исполнительных блоков | Количество шейдинговых блоков | Boost clock (MHz) | Память (MT/s)    | Размер (GB) | Пропускная способность (GB/s) | Тип шины | Ширина шины (bit) | Число половинной точности        | Число одинарной точности         | Число двойной точности           | INT8                             |
| ----------- | ---------------- | ----------------------- | -------------------------------- | ----------------------------- | ----------------- | ---------------- | ----------- | ----------------------------- | -------- | ----------------- | -------------------------------- | -------------------------------- | -------------------------------- | -------------------------------- |
| Iris Xe MAX | November 1, 2020 | Intel 10SF              | 96                               | 768                           | 1650              | 4266             | 4           | 68                            | LPDDR4x  | 128               | 5069                             | 2534                             | 1267                             | 10138                            |

В августе 2020 года компания Intel сообщила о поставке графических процессоров Xe DG1 для возможного выпуска в конце 2020 года, а также дала комментарии о графическом процессоре DG2 нацеленном на рынок энтузиастов (позже оказалось, что он стал первым поколением процессоров Intel Arc под кодовым наименованием «Alchemist»). Графический процессор DG1 продавался также как процессор Iris Xe MAX и как Iris Xe Graphics (стилизованный, как iRIS Xe) в ноутбуках, в то время как карты для разработчиков продавались как DG1 SDV.
Xe MAX — графический процессор начального уровня, который был впервые выпущен 1 ноября 2020 года в Китае, и который похож в большинстве аспектов на интегрированный графический процессор, который может быть найден в процессорах Tiger Lake, с небольшими отличиями, такими как более высокий тактовый сигнал, немного увеличенная производительность, и специальные требования к памяти и системе охлаждения процессора. Он конкурирует с графическими процессорами, предназначенными для ноутбуков компании Nvidia серии GeForce MX. Он предназначен для тонких и высоко портативных производительных ноутбуков и располагает 4GB выделенной памяти LPDDR4X-4266 с 128-битной шиной памяти, владеет 96 исполнительными блоками, 48 текстурными блоками, 24 ROPs, пиковым тактовым сигналом 1650 MHz и производительностью 2.46 FP32 teraFLOPs с 25w TDP. Для сравнения, интегрированный графический процессор в процессорах Tiger Lake обладает производительностью 2.1 FP32 teraFLOPs. Графический процессор Xe MAX не заменяет системный интегрированный графический процессор; вместо этого он был спроектирован, чтобы работать бок о бок с ним, так чтобы задачи распределялись между интегрированным и дискретным графическими процессорами. Изначально он был доступен только на 3 ноутбуках: Asus VivoBook Flip 14 TP470, Acer Swift 3X, и Dell Inspiron 15 7000. Графические процессоры Intel Xe MAX могут быть найдены только на системах c Tiger Lake процессорами.
26 января 2021 года компания Intel официально анонсировала графические карты Intel Iris Xe, предназначенные для настольных компьютеров для OEM компаний и системных интеграторов. Они предназначены для обычных настольных компьютеров и бизнес PC, как улучшение других графических опций в AV1 видео декодировании, видео поддержке HDR (расширенного динамического диапазона) и использования глубокого обучения и не настолько мощные как их аналоги в ноутбуках — количество исполнительных блоков в них ограничего 80-ю. Первые карты выпущенные компанией Asus, имеют порты DisplayPort 1.4, HDMI 2.0, Dual Link DL-DVI-D и охлаждаются пассивно.

#### Intel Arc
Intel Arc — линейка высокопроизводительных дискретных графических карт, оптимизированных для компьютерных игр. Они будут напрямую конкурировать с линейками графических карт Radeon и GeForce. Первое поколение (кодовое наименование «Alchemist»), было разработано под наименованием «DG2» и основано на архитектуре Xe-HPG. Будущие поколения имеют кодовые наименования Battlemage («DG3», основана на Xe2), Celestial («DG4», основано на Xe3) и Druid («DG5»).

#### Настольная
| Модель    | Дата выпуска | Рекомендуемая розничная цена (USD) | Кодовое наименование | Процесс | Транзисторы (миллиард) | Размер штампа (mm2) | Core config                    | L2 кэш | Clock rate (MHz) | Скорость заполнения | Скорость заполнения | Память | Память      | Память                        | Память      | Память       | Вычислительная мощность (TFLOPS) | Вычислительная мощность (TFLOPS) | Вычислительная мощность (TFLOPS) | TDP   | Интерфейс шины |
| Модель    | Дата выпуска | Рекомендуемая розничная цена (USD) | Кодовое наименование | Процесс | Транзисторы (миллиард) | Размер штампа (mm2) | Core config                    | L2 кэш | Clock rate (MHz) | Пиксель (GP/s)      | Текстура (GT/s)     | Тип    | Размер (GB) | Пропускная способность (GB/s) | Ширина шины | Clock (MT/s) | Число половинной точности (base) | Число одинарной точности (base)  | Число двойной точности (base)    | TDP   | Интерфейс шины |
| Arc 3     | Arc 3        | Arc 3                              | Arc 3                | Arc 3   | Arc 3                  | Arc 3               | Arc 3                          | Arc 3  | Arc 3            | Arc 3               | Arc 3               | Arc 3  | Arc 3       | Arc 3                         | Arc 3       | Arc 3        | Arc 3                            | Arc 3                            | Arc 3                            | Arc 3 | Arc 3          |
| --------- | ------------ | ---------------------------------- | -------------------- | ------- | ---------------------- | ------------------- | ------------------------------ | ------ | ---------------- | ------------------- | ------------------- | ------ | ----------- | ----------------------------- | ----------- | ------------ | -------------------------------- | -------------------------------- | -------------------------------- | ----- | -------------- |
| A310      | сен 28, 2022 |                                    | ACM-G11              | TSMC N6 | 7.2                    | 157                 | 768:32:16:6 (192:96:2:1)       | 4 MB   | 2000 2000        | 32                  | 64                  | GDDR6  | 4 GB        | 124                           | 64-bit      | 15500        | 6.144                            | 3.072                            | 0.768                            | 75 W  | PCIe 4.0 x8    |
| A380      | июн 14, 2022 | $139                               | ACM-G11              | TSMC N6 | 7.2                    | 157                 | 1024:64:32:8 (256:128:2:1)     | 4 MB   | 2000 2050        | 64 65.6             | 128 131.2           | GDDR6  | 6 GB        | 186                           | 96-bit      | 15500        | 8.192 8.3968                     | 4.096 4.1984                     | 1.024 1.0496                     | 75 W  | PCIe 4.0 x8    |
| Arc 5     |              |                                    |                      |         |                        |                     |                                |        |                  |                     |                     |        |             |                               |             |              |                                  |                                  |                                  |       |                |
| A580      | Q4 2022      |                                    | ACM-G10              | TSMC N6 | 21.7                   | 406                 | 3072:192:96:24 (768:384:6:1)   | 8 MB   | 1700 1700        | 163.2               | 326.4               | GDDR6  | 8 GB        | 512                           | 256-bit     | 16000        | 20.890                           | 10.445                           | 2.611                            | 175 W | PCIe 4.0 x16   |
| Arc 7     |              |                                    |                      |         |                        |                     |                                |        |                  |                     |                     |        |             |                               |             |              |                                  |                                  |                                  |       |                |
| A750      | окт 14, 2022 | $289                               | ACM-G10              | TSMC N6 | 21.7                   | 406                 | 3584:192:112:28 (887:448:7:1)  | 12 MB  | 2050 2400        | 229.6 268.8         | 393.6 460.8         | GDDR6  | 8 GB        | 512                           | 256-bit     | 16000        | 29.3888 34.4064                  | 14.6944 17.2032                  | 3.6736 4.3008                    | 225 W | PCIe 4.0 x16   |
| A770 8GB  | окт 14, 2022 | $329                               | ACM-G10              | TSMC N6 | 21.7                   | 406                 | 4096:256:128:32 (1024:512:8:1) | 16 MB  | 2100 2400        | 268.8 307.2         | 537.6 614.4         | GDDR6  | 8 GB        | 512                           | 256-bit     | 16000        | 34.4064 39.3216                  | 17.2032 19.6608                  | 4.3008 4.9152                    | 225 W | PCIe 4.0 x16   |
| A770 16GB | окт 14, 2022 | $349                               | ACM-G10              | TSMC N6 | 21.7                   | 406                 | 4096:256:128:32 (1024:512:8:1) | 16 MB  | 2100 2400        | 268.8 307.2         | 537.6 614.4         | GDDR6  | 16 GB       | 560                           | 256-bit     | 17500        | 34.4064 39.3216                  | 17.2032 19.6608                  | 4.3008 4.9152                    | 225 W | PCIe 4.0 x16   |

#### Мобильная
| Модель | Дата выпуска | Кодовое наименование | Процесс | Транзисторы(миллиард) | Размер штампа (mm2) | Core config                 | L2 кэш | Core clock (MHz) | Скорость заполнения | Скорость заполнения | Память | Память | Память                        | Память      | Память       | Вычислительная мощность (TFLOPS) | Вычислительная мощность (TFLOPS) | Вычислительная мощность (TFLOPS) | TDP       | Интерфейс шины |       |       |
| Модель | Дата выпуска | Кодовое наименование | Процесс | Транзисторы(миллиард) | Размер штампа (mm2) | Core config                 | L2 кэш | Core clock (MHz) | Пиксель (GP/s)      | Текстура (GT/s)     | Тип    | Размер | Пропускная способность (GB/s) | Ширина шины | Clock (MT/s) | Число половинной точности        | Число одинарной точности         | Число двойной точности           | TDP       | Интерфейс шины |       |       |
| Arc 3  | Arc 3        | Arc 3                | Arc 3   | Arc 3                 | Arc 3               | Arc 3                       | Arc 3  | Arc 3            | Arc 3               | Arc 3               | Arc 3  | Arc 3  | Arc 3                         | Arc 3       | Arc 3        | Arc 3                            | Arc 3                            | Arc 3                            | Arc 3     | Arc 3          | Arc 3 | Arc 3 |
| ------ | ------------ | -------------------- | ------- | --------------------- | ------------------- | --------------------------- | ------ | ---------------- | ------------------- | ------------------- | ------ | ------ | ----------------------------- | ----------- | ------------ | -------------------------------- | -------------------------------- | -------------------------------- | --------- | -------------- | ----- | ----- |
| A350M  | мар 30, 2022 | DG2-128 (ACM-G11)    | TSMC N6 | 7.2                   | 157                 | 768:48:24:6 (96:96:2)       | 4 MB   | 1150 2200        | 27.6 52.8           | 55.2 105.6          | GDDR6  | 4 GB   | 112                           | 64-bit      | 14000        | 3.5328 6.7584                    | 1.7664 3.3792                    | 0.4416 0.8448                    | 25-35 W   | PCIe 4.0 x8    |       |       |
| A370M  | мар 30, 2022 | DG2-128 (ACM-G11)    | TSMC N6 | 7.2                   | 157                 | 1024:64:32:8 (128:128:2)    | 4 MB   | 1550 2050        | 49.6 65.6           | 99.2 131.2          | GDDR6  | 4 GB   | 112                           | 64-bit      | 14000        | 6.3488 8.3968                    | 3.1744 4.1984                    | 0.7936 1.0496                    | 35-50 W   | PCIe 4.0 x8    |       |       |
| Arc 5  |              |                      |         |                       |                     |                             |        |                  |                     |                     |        |        |                               |             |              |                                  |                                  |                                  |           |                |       |       |
| A550M  | Q2 2022      | DG2-512 (ACM-G10)    | TSMC N6 | 21.7                  | 406                 | 2048:128:64:16 (256:256:4)  | 8 MB   | 900 1700         | 57.6 108.8          | 115.2 217.6         | GDDR6  | 8 GB   | 224                           | 128-bit     | 14000        | 7.3728 13.9264                   | 3.6864 6.9632                    | 0.9216 1.7408                    | 60-80 W   | PCIe 4.0 x16   |       |       |
| Arc 7  |              |                      |         |                       |                     |                             |        |                  |                     |                     |        |        |                               |             |              |                                  |                                  |                                  |           |                |       |       |
| A730M  | Q2 2022      | DG2-512 (ACM-G10)    | TSMC N6 | 21.7                  | 406                 | 3072:192:96:24 (384:384:6)  | 12 MB  | 1100 2050        | 105.6 196.8         | 211.2 393.6         | GDDR6  | 12 GB  | 336                           | 192-bit     | 14000        | 13.5168 25.1904                  | 6.7584 12.5952                   | 1.6896 3.1488                    | 80-120 W  | PCIe 4.0 x16   |       |       |
| A770M  | Q2 2022      | DG2-512 (ACM-G10)    | TSMC N6 | 21.7                  | 406                 | 4096:256:128:32 (512:512:8) | 16 MB  | 1650 2050        | 211.2 262.4         | 422.4 524.8         | GDDR6  | 16 GB  | 512                           | 256-bit     | 16000        | 27.0336 33.5872                  | 13.5168 16.7936                  | 3.3792 4.1984                    | 120-150 W | PCIe 4.0 x16   |       |       |

###### Рабочая станция
| A30M (Mobile) | авг 8, 2022 | DG2-128 (ACM-G11) | TSMC N6 | 7.2 | 157 | 1024:64:16:8 (128:128:2) | 1 MB | 1500 2000 | 24 32 | 96 192 | GDDR6 | 4 GB | 112 | 64-bit | 14000 | Неизвестно | 0.525 3.500 | Неизвестно | 50 W | PCIe 4.0 x8 |
| A40           | авг 8, 2022 | DG2-128 (ACM-G11) | TSMC N6 | 7.2 | 157 | 1024:64:16:8 (128:128:2) | 1 MB | 1500 2000 | 24 32 | 96 192 | GDDR6 | 6 GB | 192 | 96-bit | 16000 | Неизвестно | 0.525 3.500 | Неизвестно | 50 W | PCIe 4.0 x8 |
| A50           | авг 8, 2022 | DG2-128 (ACM-G11) | TSMC N6 | 7.2 | 157 | 1024:64:16:8 (128:128:2) | 1 MB | 1500 2000 | 24 32 | 96 192 | GDDR6 | 6 GB | 192 | 96-bit | 16000 | Неизвестно | 0.720 4.800 | Неизвестно | 75 W | PCIe 4.0 x8 |

##### Rialto Bridge
31 мая 2022 года компания Intel официально анонсировала приемника Ponte Vecchio — графический процессор с кодовым наименованием Rialto Bridge.